# Dumitru Augustin Doman
Dumitru Augustin Doman (n. 29 august 1953, Șovarna) este un romancier român, membru al Uniunii Scriitorilor din România.

## Date biografice
- Dumitru Augustin Doman s-a născut la 29 august 1953, loc. Șovarna, jud. Mehedinți. Naționalitatea: Român. Starea civilă: căsătorit. *Studii: Liceul „Emil Racoviță” - Iași.

### Activitate literară
- A publicat în: „Luceafărul”, „Convorbiri literare”, „Manuscriptum”, „Orizont”, Cronica”, „Ramuri”, „Calende”, „Argeș”, „Expres Magazin”, „Evenimentul Zilei”, „Ziua literară”, „Familia”,  „Viața Românească”, „Paradigma XXI”, “Discobolul”, “Ateneu”etc.
- A fost redactor la „Zig-Zag” (1990), „Expres Magazin”(1991-1992), „Evenimentul Zilei”(1992-1997). Timp de 5 ani a fost redactor șef  la „Calende”(1996-2000).
- În prezent este redactor-șef la revista „Argeș”

## Debut absolut
- a debutat în revista Orizont, august 1973, cu o povestire.

## Cărți publicate
- Povestiri cu contrapunct, Editura Albatros, 1985;
- Sfârșitul epocii cartofilor, Editura Calende, 1999;
- Meseria de a muri, Editura Calea Moșilor, 2007;
- Concetățenii lui Urmuz, Editura Muzeul Literaturii Române, 2007;
- Moartea noastră cea de toate zilele, Iași, Editura Timpul,2008.
  - În pregătire volumele:
- Spectacolul literaturii;
- Scriitorii și Securitatea;
- Generația 80 văzută din interior.

## Prezent în antologii
- Anatol Ghermanschi, Proza satirică contemporană, Editura Astra, 1986;
- Dan Silviu Boerescu, Chef cu femei urâte / Cele mai frumoase povestiri 1995/1996, Editura Alfa, 1997;
- Gheorghe Crăciun, Ion Bogdan Lefter Generația 80 în proza scurtă, Editura Paralela 45, 1998.

## Premii
- Premiul anual de proză al revistei „Luceafărul”(1978);
- Premiul de debut în volum al Editurii Albatros (1983);
- Premiul revistei „Tomis” pentru cea mai bună carte de debut(1985);
- Premiul de proză la festivalul „Tudor Arghezi”(1979);
- Premiul la festivalul de proză „Marin Preda”(1983);
- Premiul I la Festivalul național de proză satirică “Vasile Militaru” (2008);
- Premiul Cartea Anului 2008 pentru Moartea noastră cea de toate zilelele la Târgul Național de Carte de la Turnu Severin;
- Premiul Cartea anului pentru Concetățenii lui Urmuz a Filialei Pitești a Uniunii Scriitorilor (2008).